# Encarsia thoracaphis
Encarsia thoracaphis är en stekelart som först beskrevs av Ishii 1938.  Encarsia thoracaphis ingår i släktet Encarsia och familjen växtlussteklar. Inga underarter finns listade i Catalogue of Life.